# Creixell (Tarragona)
Creixell – gmina w Hiszpanii, w prowincji Tarragona, w Katalonii, o powierzchni 10,41 km². W 2011 roku gmina liczyła 3431 mieszkańców.